# Дворац Шамбор
Дворац Шамбор (фр. Château de Chambord) је један од двораца у долини Лоаре у северозападној Француској. То је један од најчувенијих светских двораца, познат по својој француској варијанти ренесансне архитектуре која комбинује средњовековне традиције са класичним италијанским структурама.
Шамбор је највећи међу дворцима у долини Лоаре, иако му је првобитна намена била да само буде павиљон за лов краља Франсоа I, чије су званичне краљевске резиденције биле дворац Блоа и дворац Амбоаз.

## Архитектура
Оригинални пројекат дворца Шамбор начинио је Доменико да Кортона, али се он мењао током двадесетогодишње изградње (1519–1539).
Постоје индикације да је Леонардо да Винчи учествовао у изради нацрта, пошто је у то време на позив краља Франсоа живео у месту Кло-Лисе надомак Амбоаза. Сахрањен је у капели Сент Ибер у оближњем дворцу Амбоаз.
Дворац има шест огромних кула, 440 соба, 365 камина и 84 степеништа. На сваком спрату постоје четири правоугаона ходника. Једна од најпознатијих архитектонских карактеристика је степениште у облику двоструке спирале где се људи могу истовремено пењати и силазити, а да се не сретну.
Шамбор је окружен са 52,5 km² паркова који су дуги 31 километар.
Дворац има облик четвороугла где је главни торањ постављен уз северни зид. Унутар торња, на месту где се састају ходници, налази се двоструко степениште којим се силази у предворје у приземљу.
Око осамдесет година после смрти Франсоа I, наредни француски краљеви нису посвећивали пажњу дворцу Шамбор, остављајући га зубу времена. Коначно, краљ Луј XIII је 1639. дао Шамбор своме брату Гастону од Орлеана, који га је рестаурирао.

#### Некадашњи становници дворца
- Франсоа I. Саградио је овај дворац.
- Анри II. Његов син је наставио изградњу 1547—1559. и саградио капелу.
- Гастон од Орлеана. Брат Луја XIII, иницирао је прву рестаурацију 1670—1643.
- Луј XIV. Креирао је собу у средини дворца. Молијер је 1670. одржао премијеру свога комада „Грађанин племић“ у дворани за стражаре у приземљу.
- Станислав I Лешћински. Таст Луја XV и краљ Пољске у егзилу, који је овде становао од 1725. до 1733.
- Маршал Бертије. Добио је дворац као поклон од Наполеона I 1890.
- Војвода од Шамбора, унук Шарла X који је требало да постане краљ Анри V, али никада није ступио на престо и умро је у егзилу 1883.
- Француска влада. Држава је купила ово здање од наследника Војводе од Шамбора 1930.